# Anfiteatro Fausto
L'Anfiteatro Romano o in latino, Amphitheatrum anfiteatro situato nel centro storico di Terni, all'epoca chiamata Interamna Nahars. Inoltre è il principale e meglio mantenuto monumento archeologico di epoca romana della città. Oggetto di numerosi interventi di recupero fin dagli anni settanta, poteva contenere 10.000 spettatori.
Risulta essere più antico del Colosseo di Roma, in quanto venne edificato in epoca Giulio-Claudia sotto l'imperatore Tiberio, approssimativamente nel 30 o 32 d.C..

## Descrizione
Lo stile usato è quello dell'opus reticulatum bicromo, formato da file di cubilia di pietra sponga miste ad elementi calcarei del territorio ternano.
Seppur nei secoli successivi siano state sovrapposte la Chiesa del Carmine e il palazzo vescovile, che si fondono in alcuni tratti con le mura perimetrali, la forma ellittica e l'arena centrale (97,5 metri l'asse maggiore e 73 metri quello minore) sono tuttora bene riconoscibili.
Ad oggi i resti visibili riguardano anche l'ambulacro perimetrale coperto da una volta a botte, alcuni ambienti radiali che sostenevano le gradinate ed un secondo corridoio anulare. Tra quest'ultimo e l'arena (55,20 metri l'asse maggiore e 26,70 il minore) sono da collocare altri ambienti radiali che sostenevano il secondo anello di gradinate, il podio ed il suo corridoio, tutti questi ancora presenti sotto terra e non ancora fatti riemergere.
Non vi sono tracce delle gradinate e delle scale che portavano al secondo anello, probabilmente anch'esse risultano ad oggi ancora interrate.

## Nome
Non si hanno notizie in merito a chi edificò l'anfiteatro ma solo del committente, ovvero Fausto Titio Liberale. Un'iscrizione in marmo, ritrovata in seguito, ricorda la dedica dell'anfiteatro risalente al 32 d.C. alla provvidenza dell'imperatore Tiberio oltre che la fondazione di Terni risalente al 672 a.C..
Attualmente vi è infissa una copia dell'iscrizione nel muro ovest dell'anfiteatro, mentre l'originale si trova esposta al museo archeologico di Terni.

## Ubicazione
L'anfiteatro occupava un'area periferica dell'antica città romana di Interamna Nahars, incastonato tra la seicentesca Chiesa del Carmine, i giardini pubblici della Passeggiata e il Duomo. Gli assi dell'ellisse hanno una lunghezza rispettivamente di 97,5 e 73 metri e la facciata presenta al piano terra i caratteristici semipilastri in blocchetti di sponga, delimitanti campate alternatamente chiuse ed aperte con archi.

## Utilizzo
Oggi l'Anfiteatro romano è utilizzato durante la stagione estiva come sede di spettacoli dal vivo e come cinema all'aperto, oltre ad essere oggetto di visite per la propria rilevanza storica.